# Renealmia scaposa
Renealmia scaposa är en enhjärtbladig växtart som beskrevs av Paulus Johannes Maria Maas. Renealmia scaposa ingår i släktet Renealmia och familjen Zingiberaceae.
Artens utbredningsområde är Costa Rica. Inga underarter finns listade i Catalogue of Life.